# Turnschuhnetzwerk
Turnschuhnetzwerk (engl.: sneakernet, sneaker-net oder sneaker net) ist ein eher ironischer Begriff für den Austausch von Daten zwischen zwei oder mehreren Computern, der nicht über ein herkömmliches Rechnernetz, sondern per Datenträger (beispielsweise Diskette oder USB-Stick) oftmals zu Fuß zwischen zwei Computern stattfindet. Ein Grund für die Wahl dieses Übertragungswegs können fehlende beziehungsweise inkompatible Netzwerkschnittstellen oder zu niedrige Datentransferraten sein. In speziellen Fällen kommt das Turnschuhnetzwerk bei der Konfiguration höchst sicherer Systeme zur Anwendung, wenn der Anschluss an ein Netzwerk aufgrund des geforderten Sicherheitsniveaus nicht in Frage kommt. Auch in Unternehmen war diese Art des Datenträgeraustauschs durchaus beliebt, so wurden Daten auf Disketten oder Magnetbändern zwischen einzelnen Unternehmen ausgetauscht.

## Einsatz
Gerade auch für sehr große Datenmengen oder bei mangelnder Transferrate bietet sich das Turnschuhnetzwerk an. So haben Forscher im Jahr 2008 auf diese Weise 120 Terabyte Daten des Weltraumteleskops Hubble aus ihren Forschungseinrichtungen in ein Google-Rechenzentrum transportiert. Auch die Rohdaten für SETI@home wurden in Arecibo auf Magnetband gespeichert und dann auf dem Postweg nach Berkeley geschickt, wo sie aufbereitet und per Internet an die Clients verteilt wurden. Von 2016 bis 2024 bot Amazon für die Amazon Web Services den Dient „AWS Snowmobile“ an, mit dem mit einem Truck mehrere Exabyte an Daten transferiert werden konnten. Zudem wird in der Filmindustrie aufgrund der großen Datenmengen (verlustfrei komprimierter Filme) davon Gebrauch gemacht.

## Leistungsfähigkeit
Der US-amerikanische Informatiker Andrew S. Tanenbaum verweist mit dem Satz

“Never underestimate the bandwidth of a station wagon full of tapes hurtling down the highway.”

„Unterschätze niemals die Datenübertragungsrate eines mit Bändern vollgeladenen Kombis, der über die Autobahn rast.“

auf die Leistungsfähigkeit des Konzepts.
Für die Leistungsfähigkeit von Verbindungsnetzwerken sind die beiden Parameter Latenz und Datentransferrate ausschlaggebend. Trotz hoher Latenz ist die Datentransferrate oft sehr groß (bis zu mehrere TB pro Übertragungsvorgang). Beispiel: Im Jahr 2024 beträgt die Internetanbindung eines städtischen Privathaushalts üblicherweise 100 Mbit/s und handelsübliche Festplatten haben über ein Terabyte Kapazität. Um 1 TB Daten über das Internet zu übertragen, braucht man also etwa 22 Stunden, über ein Gigabit-Netzwerk braucht der Dateitransfer etwa 2 Stunden. Transportiert man eine solche Festplatte mit dem Auto bei durchschnittlich 100 km/h, so kann man die Daten per Turnschuhnetzwerk schneller übertragen, wenn die Rechner weniger als 2.000 km beziehungsweise 200 km weit entfernt sind.